# Víktor Lébedev
Viktor Nikoláyevich Lebedev –en ruso, Виктор Николаевич Лебедев– (Topolinoye, 10 de marzo de 1988) es un deportista ruso de origen even que compite en lucha libre.
Ganó cuatro medallas en el Campeonato Mundial de Lucha entre los años 2009 y 2015 y una medalla de bronce en el Campeonato Europeo de Lucha de 2010.
En los Juegos Europeos de Bakú 2015 obtuvo la medalla de oro en la categoría de 57 kg.

## Palmarés internacional
| Campeonato Mundial | Campeonato Mundial         | Campeonato Mundial | Campeonato Mundial |
| Año                | Lugar                      | Medalla            | Categoría          |
| ------------------ | -------------------------- | ------------------ | ------------------ |
| 2009               | Herning (Dinamarca)        | Medalla de bronce  | 55 kg              |
| 2010               | Moscú (Rusia)              | Medalla de oro     | 55 kg              |
| 2011               | Estambul (Turquía)         | Medalla de oro     | 55 kg              |
| 2015               | Las Vegas (Estados Unidos) | Medalla de bronce  | 57 kg              |
| Juegos Europeos    |                            |                    |                    |
| Año                | Lugar                      | Medalla            | Categoría          |
| 2015               | Bakú (Azerbaiyán)          | Medalla de oro     | 57 kg              |
| Campeonato Europeo |                            |                    |                    |
| Año                | Lugar                      | Medalla            | Categoría          |
| 2010               | Bakú (Azerbaiyán)          | Medalla de bronce  | 55 kg              |